# Existenzielle Krise
Eine existenzielle Krise (oder existentielle Krise) ist eine Krise, bei der es um die Existenz geht. Zumeist ist damit eine sehr schwere, existenzbedrohende Krise gemeint. Eine existenzielle Krise in diesem Sinn kann Menschen ebenso betreffen wie zum Beispiel Unternehmen oder ganze Länder. In den Bereichen Psychologie und Psychotherapie sowie Philosophie kann zum anderen eine psychische Krise gemeint sein, bei der ein Mensch sich mit seiner Existenz auseinandersetzt und nach dem Sinn des Lebens fragt, was oft mit einer Identitätskrise einhergeht. Im Englischen ist mit einer existential crisis in der Regel eine solche persönliche Sinnkrise gemeint.
Eine existenzbedrohende Krise ist oft dem Wesen nach keine Sinnkrise, sondern beispielsweise eine finanzielle Krise. Umgekehrt entwickelt sich eine persönliche Sinnkrise wie etwa eine Midlife Crisis meist nicht zu einer existenzbedrohenden Krise. Die beiden Aspekte können sich jedoch überlagern und gemeinsam vorliegen. Deshalb werden sie in diesem Artikel zusammen behandelt.

## Existenzielle Krise als existenzbedrohende Krise
Mit einer existenziellen Krise ist meistens eine existenzbedrohende Krise gemeint. Von existenziellen Krisen dieser Art ist nicht nur bei einzelnen Menschen die Rede, sondern unter anderem auch mit Bezug auf Unternehmen Krankenhäuser, Vereine, politische Parteien, Religionsgemeinschaften, Länder, supranationale Gebilde oder die ganze Menschheit.
Auch im Bereich Psychologie und Psychotherapie wird der Begriff existenzielle Krise im Sinne einer sehr schweren, existenzbedrohenden Krise verwendet. In einer Diagnostik-Leitlinie für Psychotherapeuten des österreichischen Sozialministeriums bezeichnet er einen sehr hohen Schweregrad der Krise: „Die Krisenhaftigkeit verstehen wir als Kontinuum von der ungefährdeten Stabilität über die vermehrte Labilität in verschiedenen Lebensbereichen bis hin zum Ausbruch einer schweren existenziellen Krise.“ Dieselbe Bedeutung liegt vor, wenn ein Zusammenhang zwischen existenziellen Krisen und Suizidgefahr thematisiert wird.
Der Arzt Johannes Wimmer versteht in einem Ratgeber-Buch zur Bewältigung persönlicher Krisen unter existenziellen Krisen solche, bei denen es infolge einer meist plötzlich hereinbrechenden Katastrophe „an die eigene Existenz geht“. Er erwähnt verschiedene mögliche Auslöser – Diagnose einer lebensbedrohlichen Krankheit, schwerer Unfall, Naturkatastrophe, Gefährdung der wirtschaftlichen Lebensgrundlage, Verlust eines geliebten Menschen, Trennung – und erklärt: „Verliert man plötzlich sein ganzes Leben, Haus, Hof, die Liebe seines Lebens, kann das die Welt, die gerade noch in Ordnung war, ins Chaos stürzen.“

## Existenzielle Krise als persönliche Sinnkrise
Im Bereich Psychologie und Psychotherapie kann mit existenzielle Krise eine Lebenskrise gemeint sein, die von dem Eindruck geprägt ist, dass das Leben keinen Sinn hat. Eine Sinnkrise ist oft zugleich eine Identitätskrise. Welche Lösungen der Krise möglich sind, hängt vom Alter der Betroffenen, ihrer Persönlichkeit und der individuellen Situation ab.
Die Benennung einer Sinnkrise als existenzielle Krise beruht darauf, dass die Philosophie des Existentialismus sich ebenfalls den Grundfragen der Existenz widmete und den Sinn des Lebens in Frage stellte. Die Entwicklung der existenziellen Psychotherapie wurde von dieser Philosophie inspiriert. Einige Texte über existenzielle Krisen nehmen ausdrücklich auf den Existentialismus Bezug, zum Beispiel auf Albert Camus. Der Zusammenhang der Frage nach dem Lebenssinn mit dem Existentialismus hat dazu geführt, dass im Englischen existential crisis die übliche Bezeichnung für eine Sinn- und Identitätskrise ist. Durch Übersetzungen englischer Texte, in denen existential crisis mit existenzielle Krise übersetzt wird, verbreitet sich dieser Sprachgebrauch auch im Deutschen. Ansonsten werden im Deutschen andere Bezeichnungen verwendet: Sinnkrise oder Lebenskrise oder einfach Krise.

## Englischer Sprachgebrauch
Im Englischen ist eine existential crisis zumeist eine psychische Krise, in der man sich mit den Grundfragen des Lebens auseinandersetzt und insbesondere nach dem Sinn des Lebens fragt oder die Frage „Wer bin ich?“ stellt. Somit handelt es sich um eine Sinnkrise oder eine Identitätskrise oder beides.
Der Ausdruck existential crisis kam in den 1930er Jahren auf und bezog sich ursprünglich auf die drohende Vernichtung der Juden im Nationalsozialismus. Seit den 1950er Jahren diente der Ausdruck in den Sozialwissenschaften zur Bezeichnung seelischer Krisen, die sich aus der Frage nach dem Sinn des Lebens ergeben. Da derartige Krisen mit inneren Konflikten, Angst und Depression verbunden sein können, wurde die existential crisis ein Thema der Psychotherapie. Manche Wörterbücher vermerken, dass diese Begrifflichkeit mit dem Existentialismus zusammenhängt, einer Richtung der Philosophie, die den Sinn der menschlichen Existenz systematisch in Frage stellt. In der Antwort auf eine Online-Anfrage an die Encyclopædia Britannica zur Bedeutung des Wortes existential wird angemerkt, dass der Ausdruck existential crisis oft spöttisch verwendet wird, um auszudrücken, dass sich jemand zu viel mit sich selbst beschäftigt.
Die Hauptbedeutung im Deutschen – eine existenzbedrohende Krise – ist im Englischen eher ungebräuchlich, kommt aber vor, etwa bezogen auf ein Land. Bernie Sanders nannte bei einer Wahlkampfveranstaltung im Februar 2019 den Klimawandel eine existential crisis, die nicht nur jeden von uns, sondern auch die nächsten Generationen betrifft – und trieb mit dieser Äußerung die Online-Suchen nach dem Wort existential in die Höhe. Im selben Jahr wurden auch andere Notstände wie die Waffengewalt in den Vereinigten Staaten oder die Gefährdung der Demokratie vermehrt mit dem Wort existential charakterisiert. Die Redaktion des Online-Wörterbuchs Dictionary.com wählte daraufhin existential zu ihrem Wort des Jahres.